# Massacro di Chio
Il massacro di Chio è stato un episodio della guerra d'indipendenza greca, consistito nell'uccisione di oltre 20 mila greci nell'aprile del 1822 da parte delle truppe ottomane sull'isola di Chio. I greci delle isole vicine giunsero a Chio ed incoraggiarono i chiani a mantenere attiva la lotta per l'indipendenza del paese. In risposta, le truppe ottomane sbarcarono sull'isola massacrando migliaia di persone. Il massacro fu un oltraggio internazionale e portò ad una crescita sempre maggiore del supporto ai greci nella loro causa d'indipendenza da parte di potenze straniere. Esso costituì un episodio della guerra d'indipendenza greca.

## Il contesto storico
Per più di 2000 anni, Chio era stata il principale centro diplomatico e di commercio nel Mar Nero, nell'Egeo e nel Mediterraneo orientale. Pur dopo la caduta dell'isola nelle mani dell'Impero ottomano, i turchi consentirono ai chiani di mantenere un controllo quasi totale sui loro commerci, in particolare sulla pianta del lentisco da cui si ricava il mastice, una particolare resina che cresceva unicamente sull'isola. I chiani erano molto noti e ben inseriti anche nel commercio con Costantinopoli. A seguito del massacro, ad ogni modo, l'isola non riprese mai la sua prominenza in campo commerciale.
Gli storici hanno notato come la classe dominante dell'isola fosse restia ad aderire alla guerra d'indipendenza greca, temendo di perdere la propria sicurezza e la propria prosperità. Successivamente essi compresero di essere troppo vicini al cuore dell'Impero per essere al sicuro dalla politica espansionistica e repressiva dei turchi.

## Il massacro

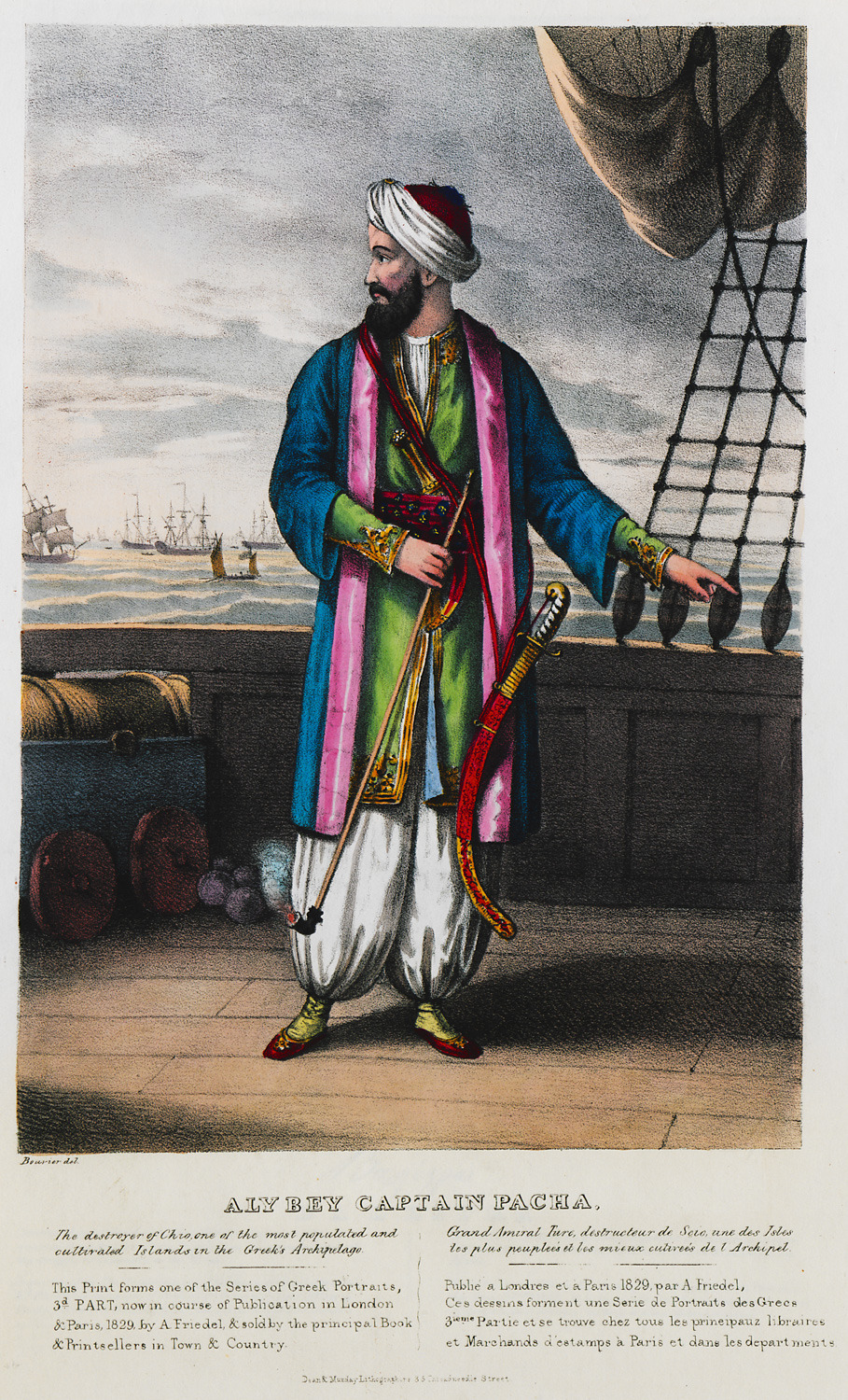
Ammiraglio Nasuhzade Ali Pascià.

Nel marzo del 1822, dal momento che la rivolta greca iniziava a prendere seriamente piede sulla terraferma, molti greci raggiunsero le vicine isole Samo e Chio per organizzare anche in loco delle rivolte armate contro i turchi. Essi iniziarono a combattere per l'indipendenza dal dominio straniero attaccando i turchi che già si erano ritirati nella locale cittadella fortificata. Alcuni isolani decisero di aderire al movimento dei rivoltosi, ma gran parte della popolazione si limitò a rimanere sostanzialmente neutrale negli scontri per evitare problemi e non fu dunque responsabile del massacro che ne seguì.
Nasuhzade Ali Pascià ottenne dei rinforzi che giunsero sull'isola il 22 marzo. Le forze turche aumentate ora a 40 000 uomini, iniziarono dunque a razziare i vari villaggi sull'isola ed il 31 marzo giunse l'ordine di bruciare ogni singolo villaggio. Oltre ad appiccare fuoco alle abitazioni, le truppe turche ebbero l'ordine di uccidere tutti i bambini di età inferiore ai tre anni e tutti i maschi dai 12 anni in su, oltre a tutte le donne dai 40 anni in su, risparmiando solo coloro che si fossero convertiti all'Islam.

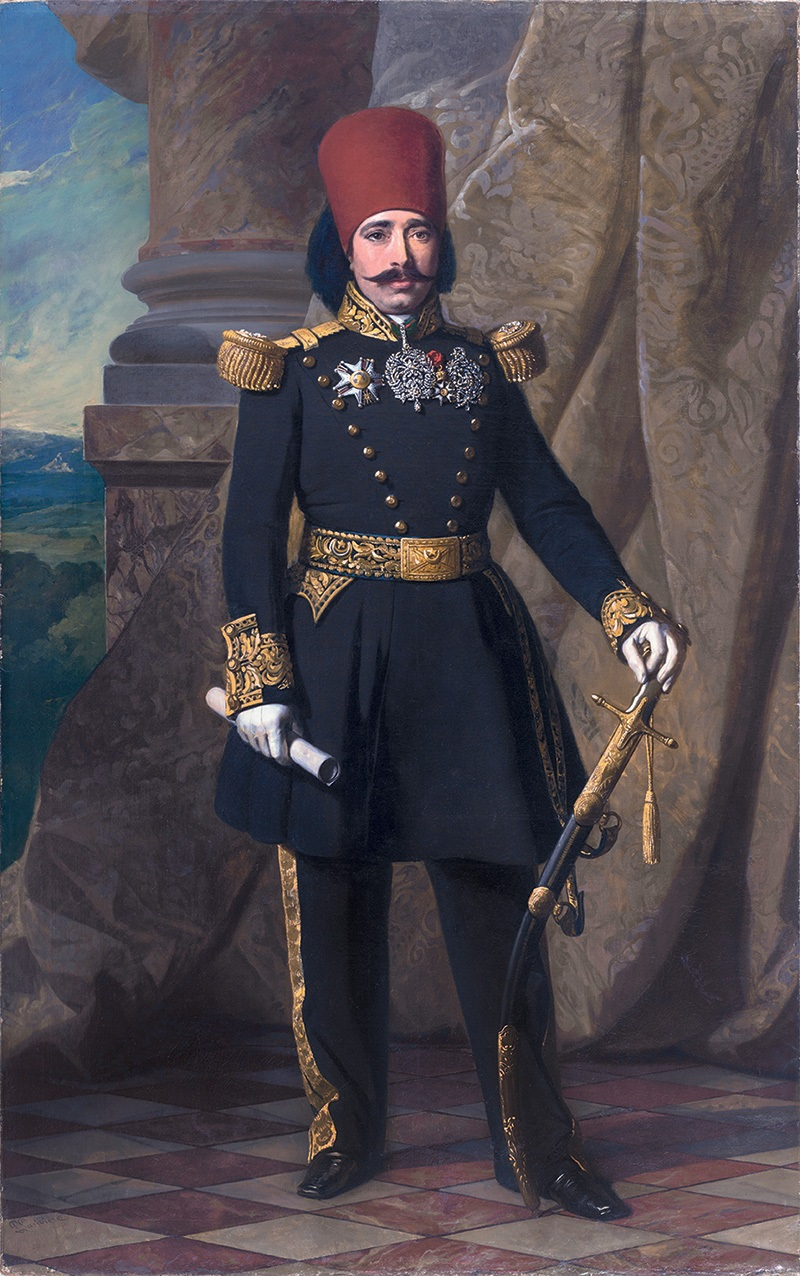
Georgios Stravelakis, uno dei sopravvissuti al massacro di Chio, venne venduto come schiavo. Successivamente egli fu in grado di emanciparsi sino a divenire gran visir (primo ministro) di Tunisi dal 1837 al 1873.

Circa 20 000 chiani vennero uccisi e 23 000 vennero esiliati. Centinaia di persone si allontanarono da Chio spontaneamente rivolgendosi verso l'Europa e dando il via al fenomeno noto come Diaspora chiana. Molti giovani greci schiavizzati durante il massacro, vennero adottati da ricchi ottomani e convertiti all'Islam, consentendo così a loro di raggiungere posizioni di rilievo nell'Impero come fu per Georgios Stravelakis (rinominato poi Mustapha Khaznadar) e İbrahim Edhem Pascià.
Quando la notizia giunse in Europa essa sollevò l'indignazione della maggior parte delle nazioni che si mostrarono sempre più favorevoli a supportare la causa della Grecia indipendente. Il pittore francese Eugène Delacroix creò un dipinto ispirato ai racconti sugli eventi dal titolo Il massacro di Chio. Nel 2009 una copia del dipinto venne posta nel locale museo di arte bizantina di Chio ma venne ritirata nel novembre di quello stesso anno perché lesiva alle buone relazioni tra Grecia e Turchia, sebbene molti abitanti avessero protestato per la sua rimozione.

## La reazione greca

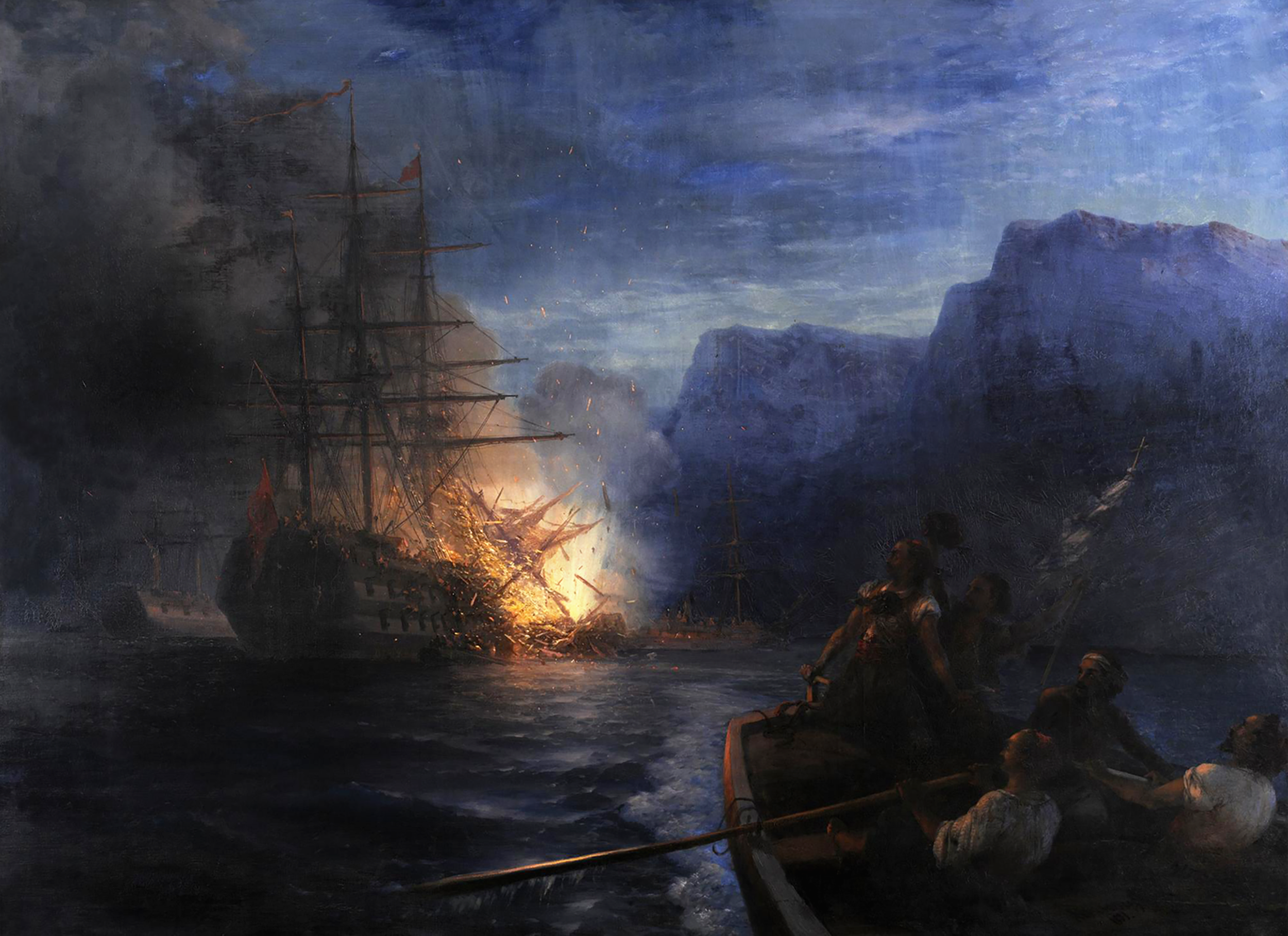
Konstantinos Kanaris, dopo aver affondato la nave ammiraglia ottomana.
Dipinto di Ivan Konstantinovič Ajvazovskij, conservato presso la National Gallery di Atene

Nella notte tra il 6 e il 7 giugno 1822, le forze al comando di Konstantinos Kanaris attaccarono la nave ammiraglia della flotta ottomana come vendetta del massacro di Chio. L'ammiraglio turco si stava intrattenendo in un momento conviviale con gli altri ufficiali per festeggiare la fine del Ramadan quando Kanaris ed i suoi uomini appiccarono il fuoco vicino alla nave con un brulotto. Quando le fiamme raggiunsero la polveriera della stessa, l'esplosione che ne seguì causò la distruzione della nave: gli ottomani persero 2 000 uomini tra marinai, ufficiali e lo stesso ammiraglio Nasuhzade Ali Pascià.